# Kōzō Saeki
Kōzō Saeki (佐伯幸三?, Saeki Kōzō; Tokyo, 4 dicembre 1912 – 27 dicembre 1972) è stato un regista e sceneggiatore giapponese.
In attività dal 1934 al 1967, è famoso in patria per i suoi film in muto, uno dei quali è stato girato sotto lo pseudonimo di K. Sahaki.

## Biografia
Nasce a Tokyo nella circoscrizione di Shiba (attualmente parte della circoscrizione di Minato) il 4 dicembre 1912. Abbandonati gli studi al liceo Waseda, lavora per le agenzie pubblicitarie Naigai-tsūshinsha e Hakuhōdō. Il suo debutto nel mondo del cinema fu nel 1934, con la sceneggiatura del film muto "Meikun dōchūki" (cronache di viaggio di un signore illuminato), tratta da un soggetto di Kawai Tokutarō, proprietario della Tokyo Eiga, che possedeva un teatro di posa nel quartiere di Sugamo, Tokyo, e diretto da Hōzō Nakajima. Nel 1937 debutta come regista con la pellicola "Ukiyo-e sōshi"(romanzo illustrato con immagini del mondo fluttuante).
Nel febbraio 1942, a causa delle restrizioni imposte dal governo durante la Seconda guerra mondiale, in seguito alla fusione della Taito con la Shinkō Kinema e la sezione di produzione della Nikkatsu che andò a formare la Dai-Nippon Eiga Seisaku (l'attuale Kadokawa Pictures), viene assegnato alla seconda unità di produzione Kadokawa Pictures a Tokyo. L'anno seguente, dopo aver pubblicato "Hanayakanaru gensō" (un miraggio lussureggiante), ripreso su detto set, interrompe le attività fino alla fine della guerra.
Nel dopoguerra egli, tornato al set Kadokawa Pictures di Tokyo, riprende a lavorare dirigendo il film "Tekken no machi" (la via del pugno di ferro), uscito il 27 maggio 1947.
Il 1950 è la volta di "Arashi no naka no hara", mentre nel 1952 escono "Awa tanuki yashiki" (la residenza dei tassi di Awa) e Mōjū tsukai no shōjo. I tre film vengono girati al teatro di posa Daiei di Kyoto. Sempre nel 1952, Saeki lascia la Kadokawa Pictures per passare alla Shin-Toho, dove gira "Choito neesan omoide yanagi" (Il salice dei ricordi della sorella) con protagonista Sayo Fukuko e "Muhomono" nel 1953, interpretato da Kenji Sugawara e Ayako Wakao. Il 1953 è proprio l'anno in cui cominciò a farsi conoscere al grande pubblico.
Nel 1955-1956 realizza i due film "Shichinin no ani imōto" con Ayako Wakao e Jun Negami, e "Bara no kōdōkan", con protagonisti Kenji Sugawara, sempre Ayako Wakao e Fujiko Yamamoto. Nello stesso anno torna a girare per la Kadokawa Pictures ma, dopo il film "Tsuma koso waga inochi" (Mia moglie è la mia vita, 1957) con Kenji Sugawara e Ayako Wakao, lascia definitivamente questa casa di produzione.
Nel 1958 dirige per la Tokyo Eiga "Buttsuke honban" (Rappresentazione senza prove), con Frankie Sakai, Keiko Awaji e Tatsuya Nakadai. A questo punto, si alterna fra la Tokyo Eiga, per cui dirige pellicole ad ambientazione storica, e la Takarazuka Eiga, con cui gira film in costume. Sempre dello stesso anno è forse il film più celebre del regista (uno dei pochi arrivato anche in Europa): Oatari tanuki goten (il palazzo del tasso), del 1958.
Nel 1964 prende le consegne della "Ekimae series" (Davanti alla stazione) e gira "Kigeki: ekimae kinyū" e i dodici successivi della serie. Nel 1967 dirige il suo ultimo film, "Kigeki: ekimae mangan" (Commedia: jackpot davanti alla stazione); nell'anno seguente, 1968, una malattia lo costringe a ritirarsi dall'attività.
Muore il 27 dicembre 1972 all'età di 60 anni.

## Filmografia parziale
- Meikun dōchūki (Diario di viaggio di un signore illuminato), regia di Hōzō Nakajima, 1934 - Debutto alla sceneggiatura
- Ukiyo-e sōshi (romanzo illustrato con immagini del mondo fluttuante), 1934 - Debutto alla regia
- Ôma no tsuji, 1941
- Gonin no kangofu, 1941
- Hanayakanaru gensō (Un miraggio lussureggiante), 1943
- Tekken no machi, (la via del pugno di ferro), 1947
- Arashi no naka no hara, 1950 (sotto lo pseudonimo di K. Sahaki)
- Awa tanuki yashiki (la villa dei tassi di Awa), 1952
- Mōjū tsukai no shōjo (la ragazza domatrice), 1952
- Choito neesan omoide yanagi (Il salice dei ricordi della sorella), 1952
- Muhomono, 1953
- Shichinin no ani imōto, 1955
- Bara no kōdōkan, 1956
- Tsuma koso waga inochi (Mia moglie è la mia vita), 1957
- Oatari tanuki goten (il palazzo del tasso), 1958
- Buttsuke honban (Rappresentazione senza prove), Tokyo Eiga/Toho, 1958
- Mori no Ishimatsu yūrei dōchū (Il viaggio del fantasma di Mori no Ishimatsu), 1959
- Jiyūgaoka fujin (la signora Jiyūgaoka), 1960
- Dangai no ketto, 1961
- Atomic no obon, onna oyabuntaiketsu no maki, 1961
- Heso no taisho, 1962
- Yume de aimashō (Vediamoci in sogno), 1962
- Hai hai sannin musume, 1963
- Yurei Hanjo-ki, 1964
- Ekimae series - Kigeki: ekimae kinyū (Commedia: la signora davanti alla stazione), 1964
- Ekimae series - Kigeki: ekimae daigaku (Commedia: università davanti alla stazione), 1965
- Izuko e, 1966
- Ekimae series - Kigeki: ekimae mangan	(Commedia: jackpot davanti alla stazione), 1967 - opera postuma